# Pseudicius nuclearis
Pseudicius nuclearis is een spinnensoort uit de familie springspinnen (Salticidae). De soort komt voor op de Marshalleilanden en Carolinen.